# Dejan Bodiroga
Dejan Bodiroga (srbsko Дејан Бодирога), srbski košarkar, * 2. marec 1973, Zrenjanin, Srbija

## Kariera
Bodiroga je košarko začel igrati s 13 leti v lokalnem klubu Mašincu iz Zrenjanina. S 17 leti je po nagovoru Krešimira Ćosića prestopil v Zadar. Tu je hitro napredoval in tako je že z 18 leti debitiral za člansko reprezentanco Jugoslavije. Zaradi vojnih napetosti v Zadru je leta 1992 odšel v Stefanel iz Trsta, ki ga je treniral znani trener Bogdan Tanjević. V klubu je ostal 4 sezone in leta 1996 osvojil italijanski pokal, dvakrat pa je igral v finalu pokala Radivoja Koraća. Pred začetkom sezone 1996/97 je za milijon dolarjev na sezono prestopil k Realu iz Madrida, ki ga je treniral njegov reprezentančni trener Željko Obradović. V Realu je igral 2 sezoni in osvojil pokal Saporta ter bil finalist španskege lige. V sezoni 1997/98 je bil razglašen za najkoristnejšega igralca španske lige. Po koncu te sezone je prestopil v Panathinaikos iz Aten, kjer je igral 4 sezone in postal ena največjih legend kluba. V tem času je trikrat osvojil Grško prvenstvo in bil dvakrat razglašen za najboljšega igralca grškega prvenstva. Leta 2000 in 2002 je s Panathinaikosom osvojil Evroligo. Izjemno kariero je nadaljeval v Barceloni, kamor je prestopil pred začetkom sezone 2002/03. Že prvo sezono je s klubom osvojil Evroligo, kar je bil prvi evropski naslov Barcelone v zgodovini, Bodiroga pa je bil razglašen za MVP turnirja. V času igranja za Barcelono je še dvakrat osvojil špansko prvenstvo in enkrat španski pokal in superpokal. Leta 2005 je prestopil v rimsko Lottomatico, kjer je igral dve sezoni in leta 2007 tudi sklenil kariero. Po končani športni poti je postal športni direktor Lottomatice, ukvarja pa se tudi s humanitarnimi dejavnostmi.  

## Reprezentanca
Bodiroga je za reprezentanco SFRJ Jugoslavije debitiral leta 1991. Po razpadu SFRJ Jugoslavije in nastanku ZR Jugoslavije (kasneje SČG) je za reprezentanco igral od leta 1995 do 2005 in z njo dominiral v evropski in tudi svetovni košarki. Po treh letih sankcij se je leta 1995 reprezentanca Jugoslavije vrnila na mednarodna tekmovanja in osvojila Evrosko prvenstvo. Bodiroga je imel v ekipi še manj pomembno vlogo, saj so takrat za reprezentanco še igrali številni evropski zvezdniki med drugim tudi Vlade Divac, Predrag Danilović in Saša Djordjević. Po olimpijskem srebru v Atlanti je Bodiroga prevzel vodilno vlogo v reprezentanci in na EP 1997 osvojil zlato medaljo, prav tako leta 1998 na SP v Grčiji, kjer je bil razglašen za MVP prvenstva. Kasneje je z reprezentanco osvojil še bronasto medaljo na EP 1999 v Franciji, zlato medaljo na EP 2001 v Turčiji in zlato medaljo na SP 2002 v ZDA. Reprezentančno kariero je sklenil leta 2005 po EP v Srbiji. Za reprezentanco je igral petih evropskih prvenstvih, treh olimpijskih igrah (1996, 2000, 2004) in na dveh svetovnih prvenstvih (1998, 2002).

## Igralčev profil
Bodiroga je lahko igral tako na mestu krila, visokega branilca kot tudi organizatorja igre.   

## Priznanja
| Nagrade - MVP Svetovnega prvenstva: 1998 - MVP Finala Svetovnega prvenstva: 2002 - MVP Španske ACB lige: 1998 - MVP Finala Španskega pokala(Copa del Rey):2003 - MVP Finala Španskega Superpokala:2004 - MVP Finala Španske ACB lige:2004 - MVP Grške lige: 1999 - MVP Final Four Evrolige : 2002, 2003 - Prva petorka Evrolige:2002, 2003, 2004 | Naslovi - Italijanska liga: 1996 - Španska ACB liga: 2003, 2004 - Španski Pokal Copa del Rey: 2003 - Španski Superpokal: 2004 - Evroliga: 2000, 2002, 2003 - Grška liga: 1999, 2000, 2001 - Pokal Saporta: 1997 - Evropsko prvenstvo zlata medalja: 1995, 1997, 2001 - Evropsko prvenstvo bronasta medalja: 1999 - Svetovno prvenstvo zlata medalja: 1998, 2002 - Olimpijske igre srebrna medalja: 1996 |